# Ciepłowody (gemeente)
De gemeente Ciepłowody is een landgemeente in het Poolse woiwodschap Neder-Silezië, in powiat Ząbkowicki.
De zetel van de gemeente is in Ciepłowody.
Op 30 juni 2004 telde de gemeente 3211 inwoners.

## Oppervlakte gegevens
In 2002 bedroeg de totale oppervlakte van gemeente Ciepłowody 77,53 km², waarvan:
- agrarisch gebied: 77%
- bossen: 14%

De gemeente beslaat 9,67% van de totale oppervlakte van de powiat.

## Demografie
Stand op 30 juni 2004:
| Omschrijving                   | Totaal | Totaal | Vrouwen | Vrouwen | Mannen | Mannen |
| ------------------------------ | ------ | ------ | ------- | ------- | ------ | ------ |
| eenheid                        | aantal | %      | aantal  | %       | aantal | %      |
| inwoners                       | 3211   | 100    | 1610    | 50,1    | 1601   | 49,9   |
| bevolkingsdichtheid (inw./km²) | 41,4   | 41,4   | 20,8    | 20,8    | 20,7   | 20,7   |

In 2002 bedroeg het gemiddelde inkomen per inwoner 1732,75 zł.

## Administratieve plaatsen (sołectwo)
Baldwinowice, Brochocin, Cienkowice, Ciepłowody, Czesławice, Dobrzenice, Jakubów, Janówka, Karczowice, Kobyla Głowa, Muszkowice, Piotrowice Polskie, Stary Henryków, Targowica, Tomice, Wilamowice.

## Aangrenzende gemeenten
Kondratowice, Niemcza, Strzelin, Ząbkowice Śląskie, Ziębice